# Прапор Мічигану
Прапор Мічигану (англ. Flag of Michigan) — один з державних символів американського штату Мічиган.
Прапор являє собою прямокутне полотнище синього кольору, в центрі якого розташований герб Мічигану.
У центрі герба світло-синій щит, на якому зображено сонце, що сходить з-за озера і людина, що стоїть на півострові, з піднятою правою рукою і тримає в іншій руці довгоствольну рушницю. Все це символізує мир і здатність захистити його. Щитотримачі — лось та вапіті — символізують велику тваринний світ Мічигану, а білоголовий орлан — Сполучені Штати.
Три латинських девіза, зображених на гербі, означають:
- На червоній стрічці: E Pluribus Unum — «З багатьох, один»
- На світло-синьому щиті: Tuebor — «Я захищу (свої права)»
- На білій стрічці: Si Quaeris Peninsulam Amoenam Circumspice — «Якщо Ви шукаєте приємний півострів, озирніться навколо» (офіційний девіз штату).

Нинішній варіант прапора був прийнятий 1 серпня 1911 року.